# Presunto

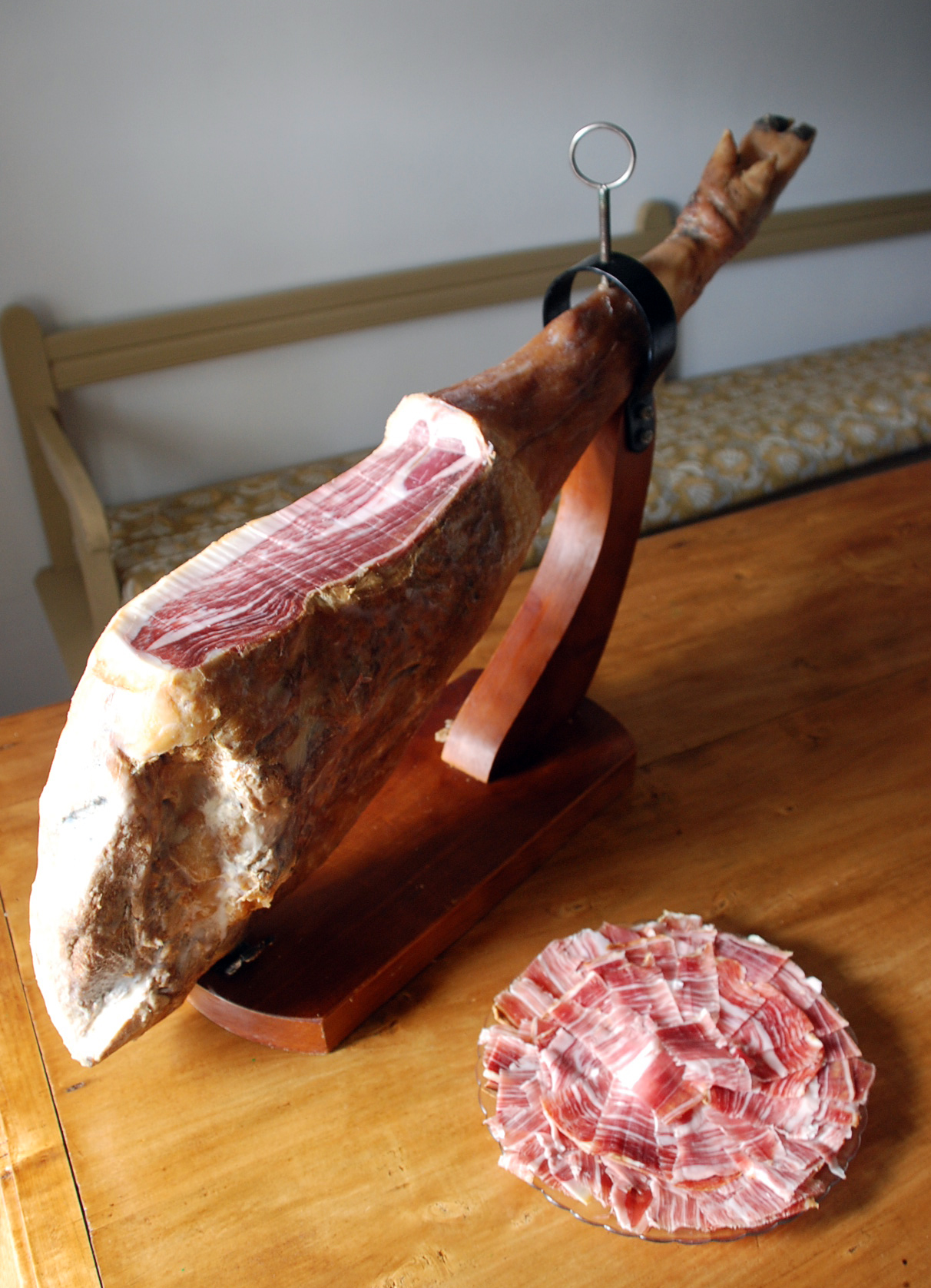
Presunto ibérico da região espanhola e Salamanca

Presunto é um produto alimentar do ramo da charcutaria, formado pela perna inteira do porco, que é curada, por vezes apenas com sal, outras vezes temperada com condimentos e até fumada. Dependendo do tipo de cura, do grau de secagem e das condições de armazenagem, o presunto pode manter-se com boas características organolépticas durante períodos longos e ser consumido, tanto fatiado em sanduíches ou como aperitivo duma refeição, ou ainda fazendo parte de outra preparação culinária.

## História

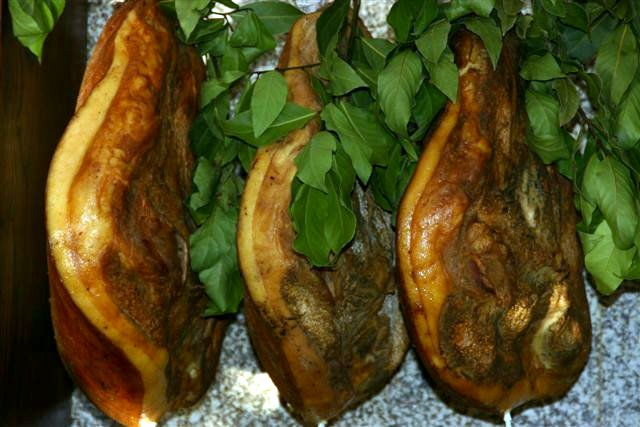
Presunto tradicional de Chaves, Portugal

A conservação de alimentos com sal, retirando-lhes uma parte da água e evitando o crescimento de bactérias ou outros organismos que possam deteriorá-los, é um processo muito antigo, tanto que foi descrito por Marco Pórcio Catão no século II ou III a.C. na sua obra "De Agricultura". Os latinos chamavam a este produto “perexsuctum”, com o significado de “enxuto” ou “privado de água”, palavra que se tornou em “presunto”, em português e “prosciutto”, em italiano.

## Uso regional

### Portugal

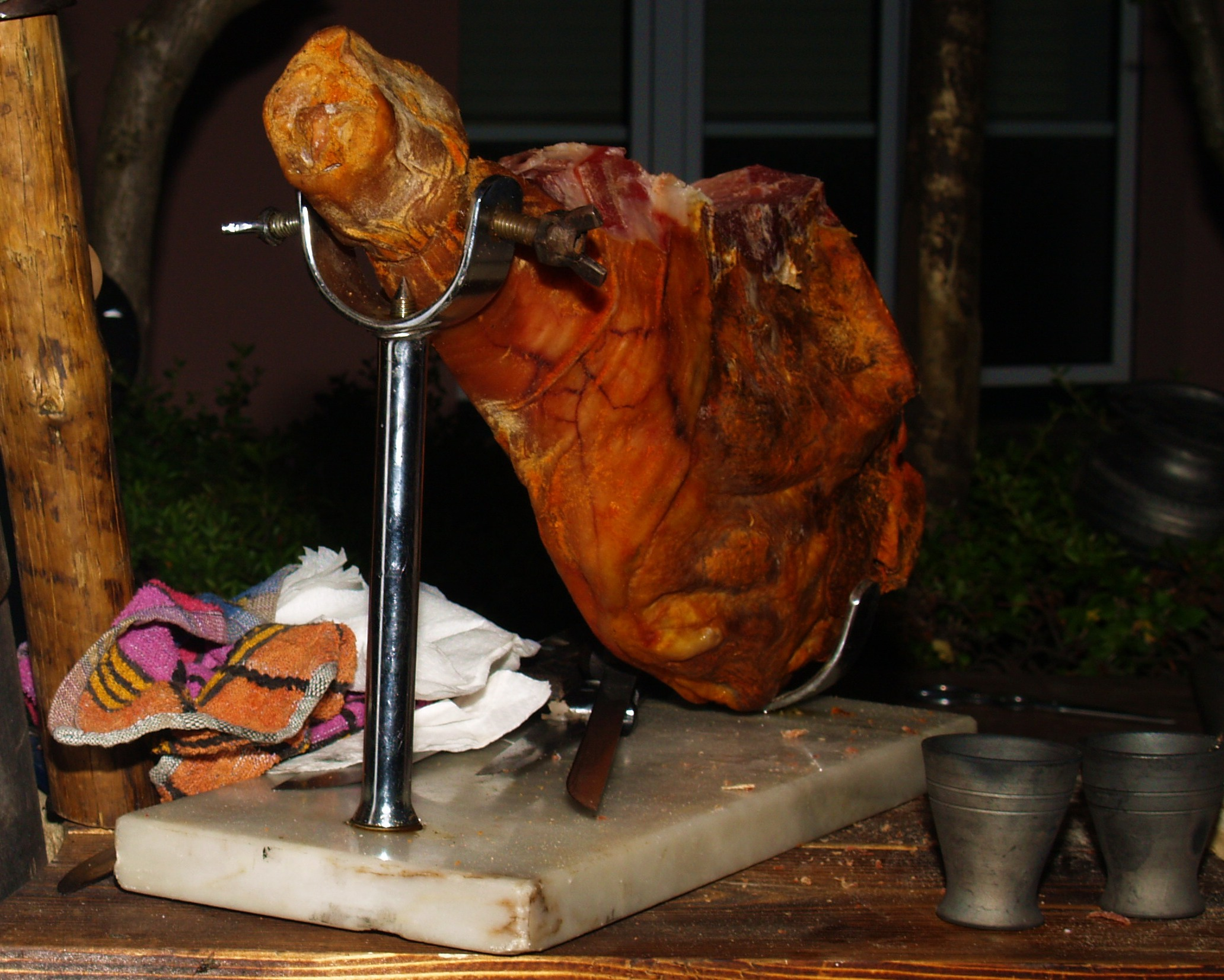
Presunto de Chaves pronto para ser cortado

As principais variedades em Portugal são o de Chaves, Barroso, Barrancos, e Vinhais.
Os primeiros registos referentes ao presunto remontam ao Império Romano, embora os primeiros porcos da Península Ibérica tenham sido trazidos pelos Fenícios. As atuais raças resultam do cruzamento destes porcos com os javalis que por cá existiam.
As condições naturais de criação destes porcos, feita em regime extensivo, com alimentação constituída pelos produtos naturais das regiões onde crescem, confere à sua carne características próprias e diferenciadas, ocorrendo o abate entre os dezasseis e os dezoito meses.

#### Presuntos com DOP
Foram reconhecidos com Denominação de Origem Protegida (DOP), de acordo com as normas da União Europeia, os seguintes presuntos:
- Presunto de Barrancos[9]
- Presunto do Alentejo e Paleta do Alentejo[10][11]

#### Presuntos com IGP

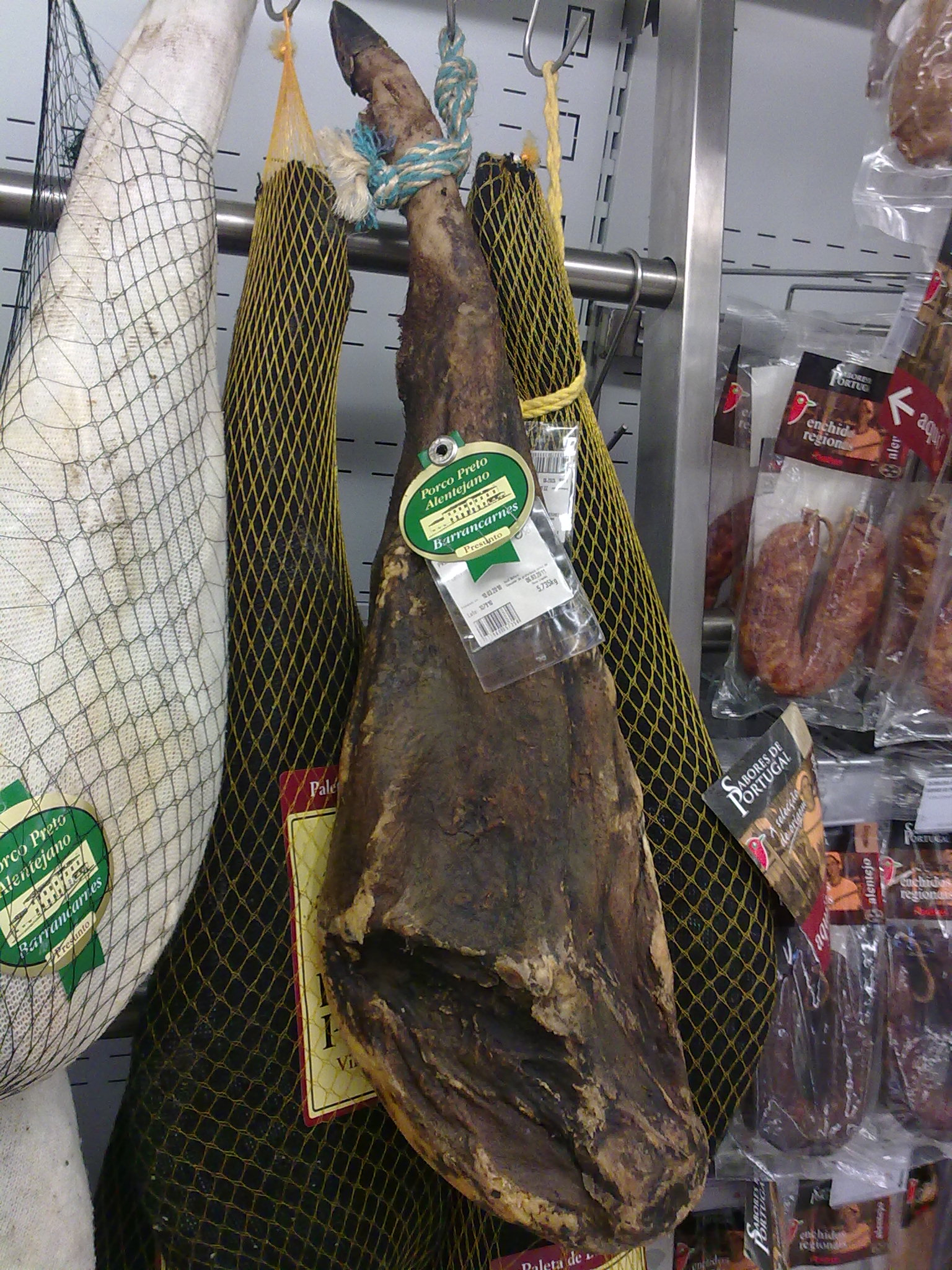
Presunto de Barrancos

Foram reconhecidos com Indicação Geográfica Protegida (IGP), de acordo com as normas da União Europeia. os seguintes presuntos:
- Presunto de Barroso[12]
- Presunto de Campo Maior e Elvas e Paleta de Campo Maior e Elvas[13]
- Presunto de Santana da Serra e Paleta de Santana da Serra[14]
- Presunto de Vinhais ou Presunto Bísaro de Vinhais[15]

Foi ainda apresentada, em meados de 2012, a candidatura do Presunto de Melgaço.

#### Outros presuntos
- Presunto de Chaves

A principal área geográfica de produção do presunto de Chaves abrange os concelhos de Chaves, Boticas, Montalegre e Valpaços, no distrito de Vila Real. Uma zona que engloba também a região do Barroso, de onde é originário o Presunto de Barroso IGP.
Apesar das suas qualidades o presunto de Chaves não possui a distinção de Denominação de Origem Protegida ou de Indicação Geográfica Protegida.
A difusão do presunto de Chaves no mercado português teve início em 1910, quando uma família local o começou a comercializar em Lisboa. O auge de popularidade deste produto teve lugar nas décadas de 1960 e 1970. Na década de 1980, o presunto de Chaves viu chegar um período de declínio, motivado por quedas na produção, migrações das populações rurais antigamente associadas à produção artesanal, desrespeito pelos processos tradicionais, no que diz respeito à salga e à alimentação dos porcos, e, ainda, à introdução de presunto espanhol no mercado português. A produção baseia-se no consumo local, mas existem esforços para que num futuro próximo ganhe expressão no mercado, através da modernização da sua produção e da sua comercialização.
Para que a carne destinada ao presunto seja produzida de acordo com as regras em vigor, destacam-se, designadamente, o controle e a identificação dos animais, o saneamento e a assistência veterinária, todo o sistema de produção, a sua alimentação e as condições no abate, a forma de cura e o tratamento necessário para obtenção do produto final, o presunto.

### Espanha

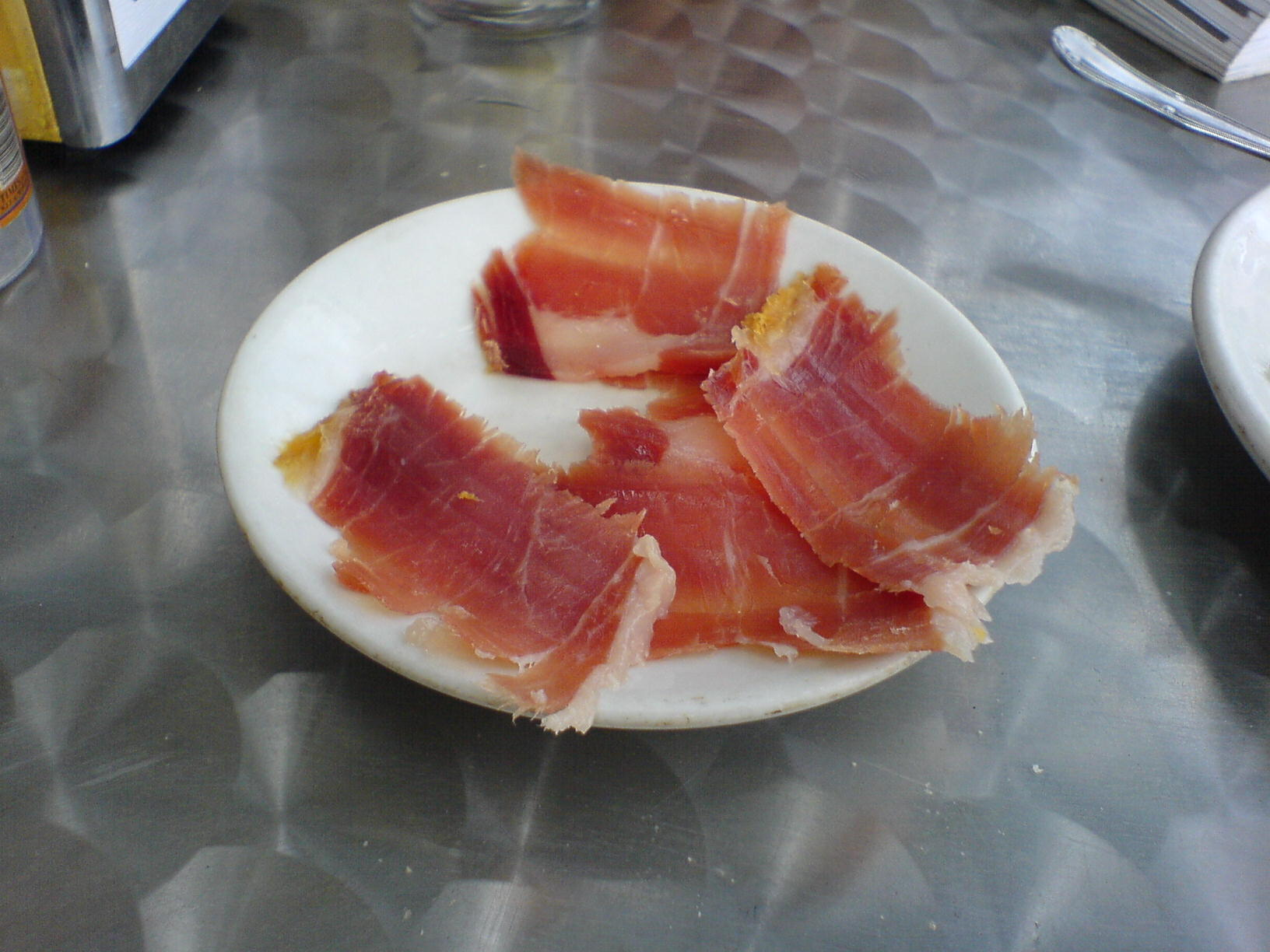
Jamón serrano

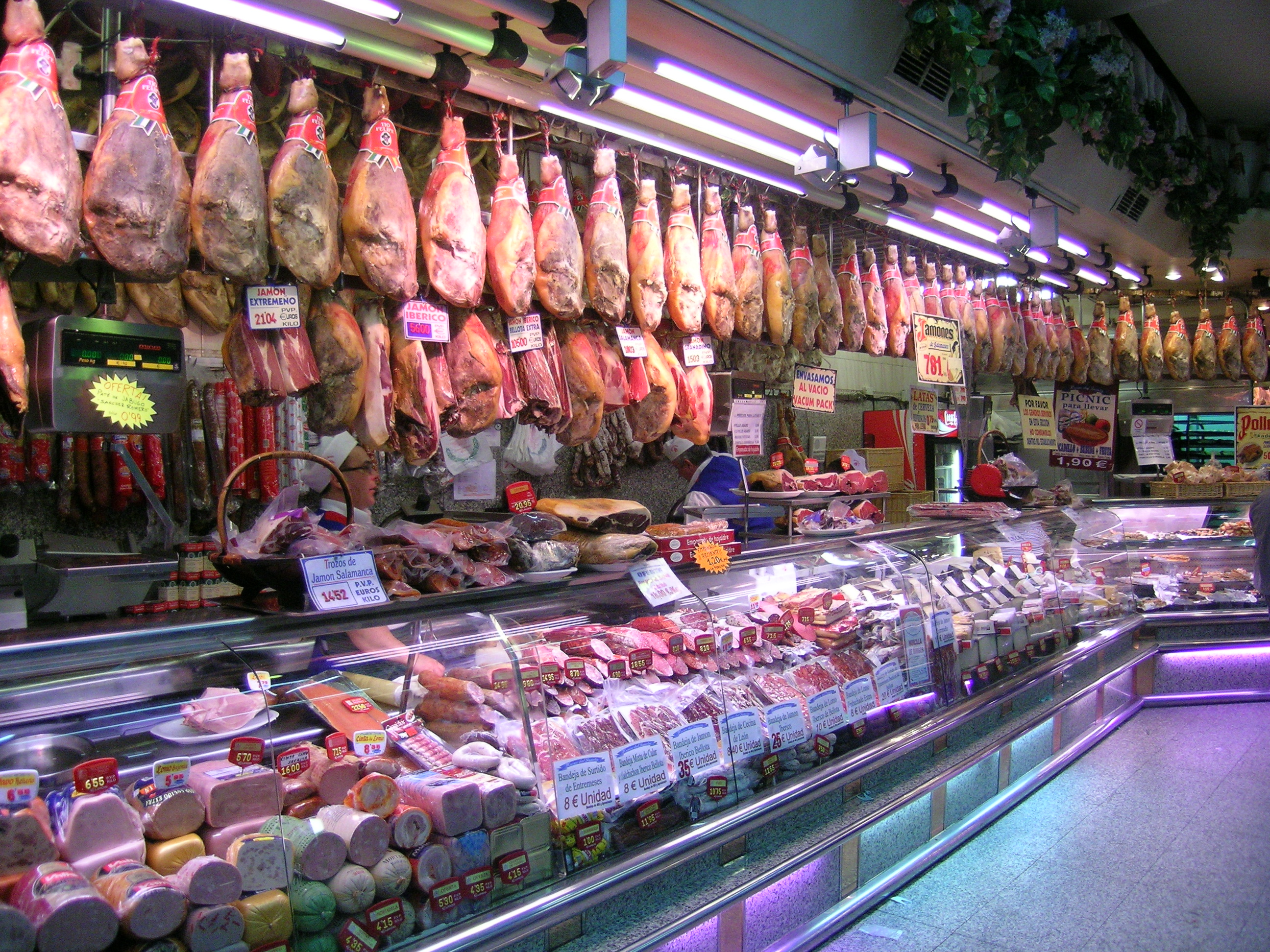
Presuntos expostos para a venda numa das inúmeras lojas da especialidade de Madrid designadas Museo del Jamón (Museu do Presunto)

O presunto (em castelhano:  jamón) é um produto tradicionalmente muito consumido na Espanha, pelo que existem diversos modos de fabrico e denominações. Em traços gerais, podem distinguir-se dois grandes tipos de jamones, segundo a raça do porco usada: o porco ibérico (usualmente designado em Portugal por porco preto ou pata negra) para o jamón ibérico (presunto ibérico) e porco branco para jamón serrano.
As principais características do presunto ibérico, que o distinguem pela sua qualidade, derivam da pureza da raça dos animais usados, da criação em regime extensivo e em dehesas (pastagens de montado) onde podem mover-se livremente, da alimentação dos animais e da cura, que é nomeadamente dura entre 8 e 36 meses. O jamón ibérico distingue-se dos restantes tipos de presunto pela sua textura, aroma e sabor singulares e distinguíveis, embora o sabor varie conforme a quantidade de bolota ingerida pelo porco e do exercício físico que ele tenha feito.
Geralmente a classificação dos presuntos espanhóis baseia-se na quantidade de bolota usada na alimentação dos porcos antes do abate. A classificação oficial para os jamones ibéricos agrupa-os em: Jamón Ibérico de Cebo, Jamón Ibérico de Cebo Campo, Jamón Ibérico de Recebo e Jamón Ibérico de Bolota. Algumas regiões com tradição de elaboração de presunto criaram, em conjunto com o Ministério do Meio ambiente e Meio Rural e Marinho, as "Denominações de Origem", que exigem e controlam o cumprimento de determinadas características para que possam levar o selo de qualidade. As denominações de origem reconhecidas do porco ibérico são: Jamón Ibérico D.O. de Huelva, Jamón Ibérico D.O. Los Pedroches, Jamón Ibérico D.O. de Guijuelo, e Jamón Ibérico D.O. Dehesa de Extremadura. As denominações de origem estão protegidas legalmente pelo Regulamento Europeu (CE) nº 510/2006 do Conselho da União Europeia.
Além das denominações de origem oficiais, existem diferentes denominações comerciais conhecidas pelo consumidor espanhol, mas frequentemente confundidas pela sua ambiguidade, como são os casos do  "Jamón de Pata Negra", "Jamón de Jabugo" (ou de de Huelva) ou "Jamón 5J". Para avaliar sua qualidade só existe a classificação oficial, a qual deve constar na etiqueta identificativa da peça (anilha).
O jamón serrano ou jamón branco procede de variedades de porco branco, e distingue-se facilmente pela cor da pele do pernil. Denomina-se serrano quando se cura em clima de serra, frio e seco. Atualmente está regulado pelo Regulamento comunitário 2082/92, no qual se definem as características do processo e do produto acabado. Distinguem-se três qualidades de jamón serrano, segundo a sua cura: bodega (adega), reserva e grande reserva. Entre os jamones serranos mais famosos encontram-se os das províncias de Granada e de Salamanca, mas são produzidos em muitas outras regiões, dentre as quais cabe nomear as denominações de origem de Jamón de Teruel, em Aragão e o Jamón de Trevélez (IGP), na Andaluzia, além de outras produções sem denominação mas com tradição jamonera como o jamón de chato de Múrcia ou o jamón de porco Duroc.

### Itália

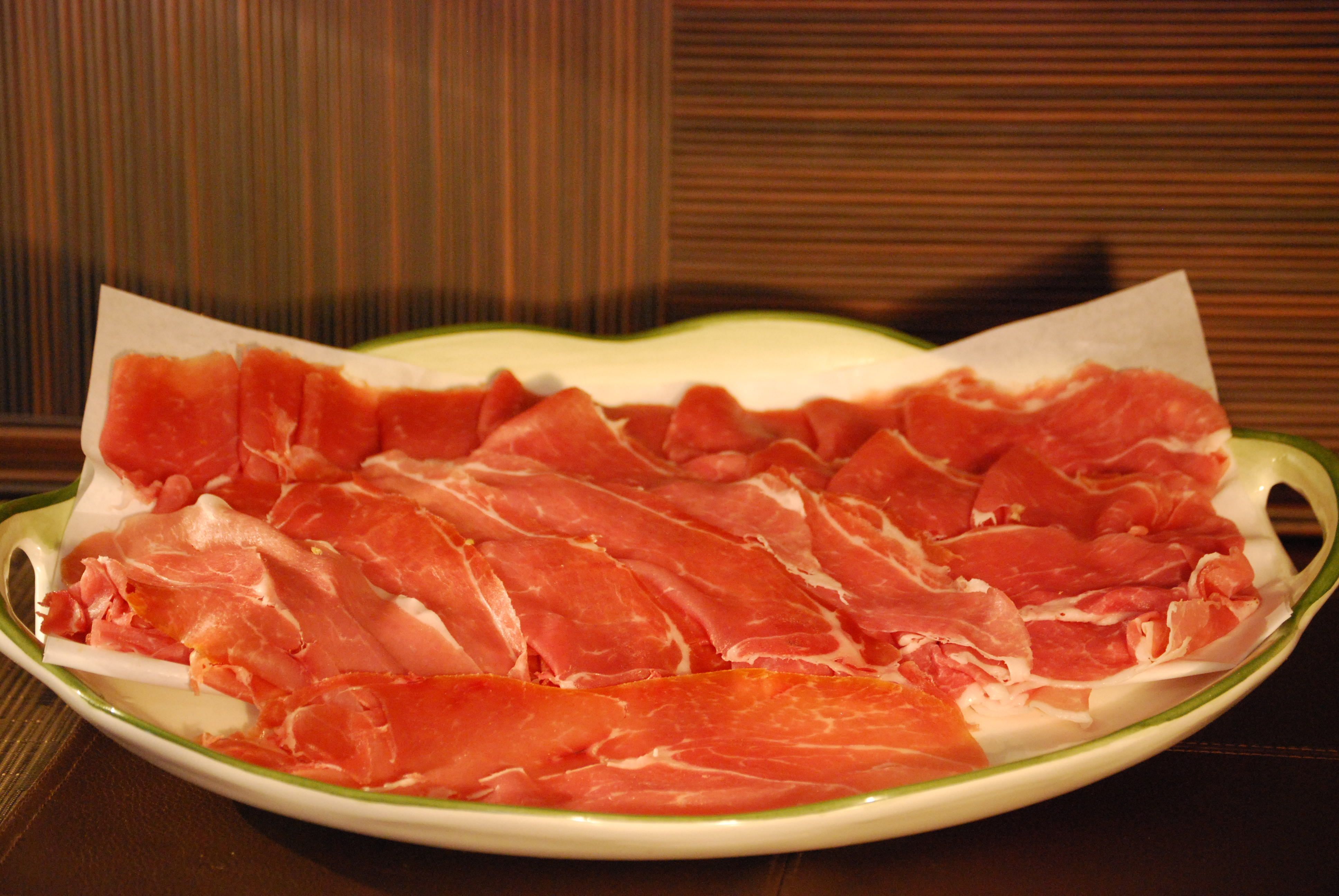
Prosciutto di Parma

Prosciutto é a palavra italiana para presunto, embora muitas pessoas não-italianas associem esta palavra com um tipo especial de presunto; na realidade, o prosciutto do norte da Itália é curado apenas com sal e seco ao ar durante um período que pode chegar a dois anos. Na Itália, o termo “prosciutto” refere-se principalmente ao produto não cozinhado, também conhecido como “prosciutto crudo”, que é consumido em fatias muito finas, tanto como antepasto ou misturado noutra preparação culinária; diferentemente, o “prosciutto cotto”, ou “presunto cozido” é o mesmo que fiambre.
Há diferentes tipos de prosciutto e muitos deles são considerados com Denominação de Origem Protegida. Um dos mais conhecidos é o presunto de Parma, para o qual os porcos devem ser alimentados com coalho e soro do queijo parmesão. Outros presuntos com origem protegida são o San Daniele, da região de Friuli, o Prosciutto Veneto Berico-Euganeo, do Veneto, e o “Prosciutto Toscano” (da Toscânia). O Prosciutto di Norcia, do sul da região da Úmbria, tem o estatuto de Indicação Geográfica Protegida,

### Bulgária
O Elenski but (ou perna Elena) é um presunto seco curado da cidade de Elena, no norte da Bulgária, sendo popular em todo o país. A carne apresenta um sabor específico e pode ser preservada ao longo de diversos anos, devido tanto ao processo original de fabricação do produto, como às condições climáticas da parte da Cordilheira dos Bálcãs, onde Elena está localizada. [carece de fontes?]

### China

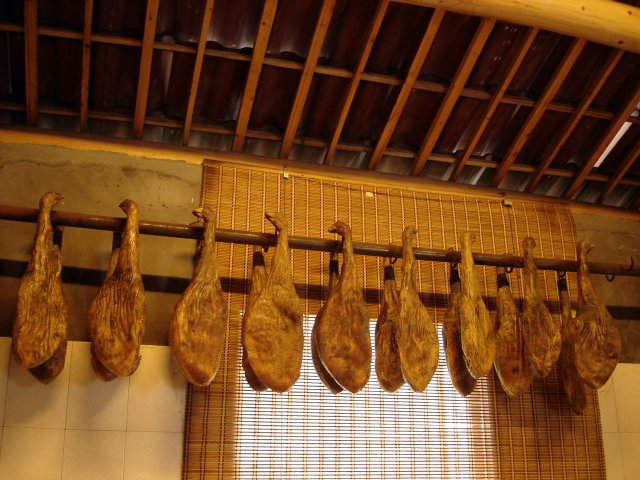
Presunto Jinhua na China

A existência do presunto seco chinês tem sido relatada desde a dinastia Sung, sendo este usado em muitos pratos. Existiam diversos tipos durante a dinastia Qing, sendo usados em pratos de presunto estufado (火腿炖肘子) e vegetais, ou para uma diversificada quantidade de sopas, além da importante Sopa asiática. Um dos mais famosos presuntos chineses é o presunto Jinhua, um presunto seco curado, o qual é usado para produzir um prato conhecido como "Buda saltando sobre uma parede". O presunto Jinhua é usado na culinária chinesa para dar sabor de cozido e assado aos alimentos, bem como para fazer bases para caldos e sopas. O presunto foi premiado pela primeira vez em 1915 na Panama International Merchandise Exhibition.

## Outros tipos de presunto de renome
- Da Itália: Prosciutto, Speck (Tirol Meridional (Bolzano).
- Da Noruega: Fenalår, confeccionado com perna de cordeiro.
- Ilhas Feroe (Dinamarca): Skerpikjøt, confeccionado com carne de borrego seca ao vento.